# Football en Moldavie

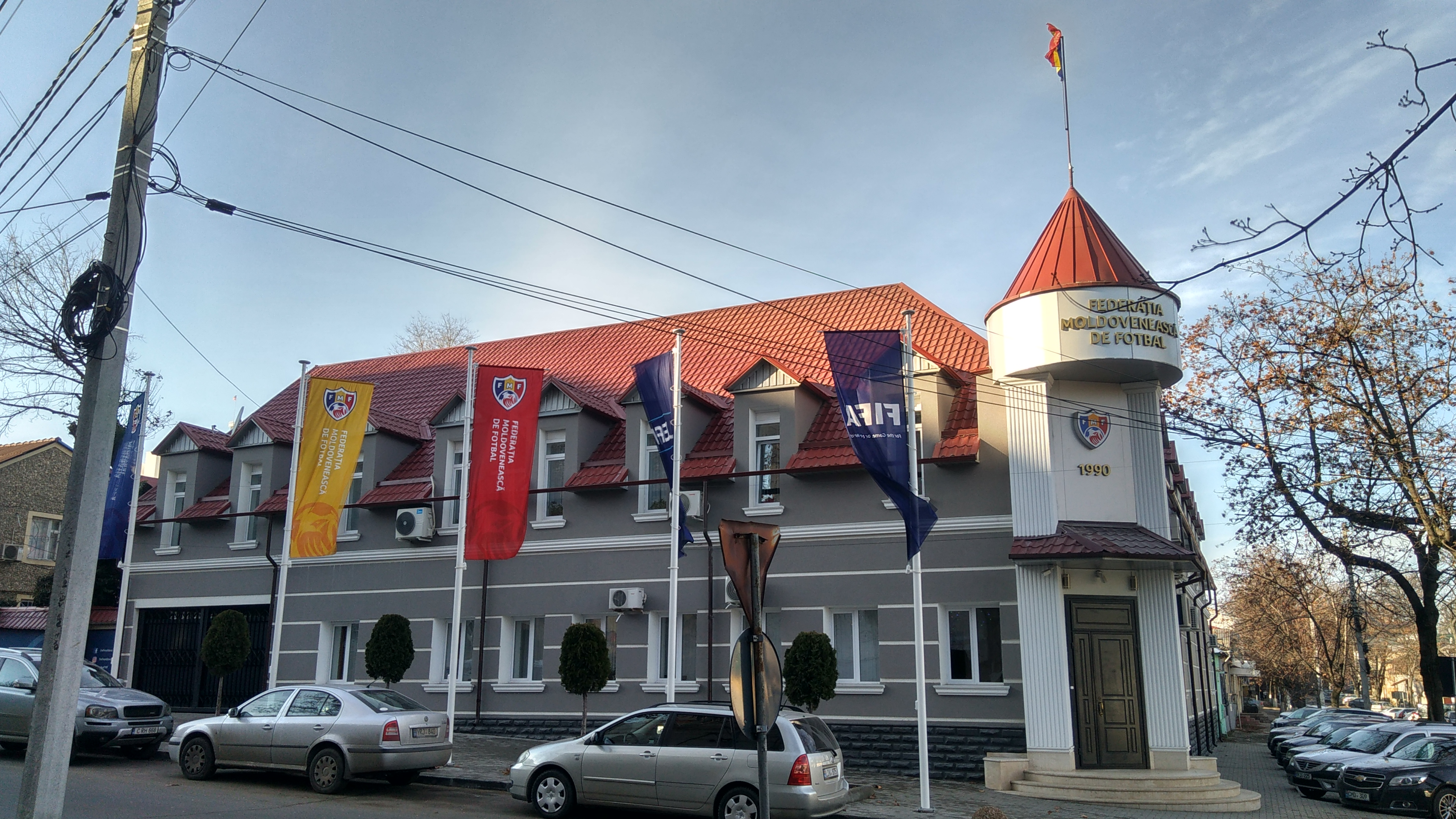
Club de Football Moldave

Le football en Moldavie est organisé par la fédération moldave de football et constitue le principal sport collectif du pays, qui est divisé entre la Moldavie en tant que telle et sa province sécessionniste, la Transnistrie, dont les équipes participent néanmoins au championnat national.

## Histoire
Historiquement, le football moldave se constitue dans le cadre de l'URSS et la fédération indépendante n'apparaît qu'en 1990, au moment de la dislocation de l'Union soviétique, devenant membre de l'UEFA en 1993 puis de la FIFA en 1994. L'équipe nationale, de niveau relativement modeste, ne s'est jamais qualifiée pour une grande compétition et a atteint la 37e place au classement FIFA. Le championnat local est aussi d'un niveau modeste, dominé par l'équipe du Sheriff Tiraspol, issu de la province de Transnistrie et du conglomérat du Sheriff, qui domine l'économie locale et finance des infrastructures sportives d'une qualité sans égale ailleurs en Moldavie. Ce club est le premier issu du championnat moldave à atteindre la phase finale de la Ligue des champions de l'UEFA pour la saison 2021-2022, s'imposant notamment face au Real Madrid. Au-delà de ce cas particulier, le football moldave peine à se développer dans l'un des pays les plus pauvres d'Europe, en proie à des tensions politiques fortes et les équipes locales n'attirent guère les spectateurs, payant leurs joueurs à des niveaux très faibles au regard des standards européens, obligeant souvent les meilleurs joueurs à s'exiler, tandis que la corruption est fortement implantée. Seul le FC Zimbru Chișinău, qui a dominé les premières éditions du championnat, jouit d'une relative popularité dans le pays, ayant auparavant été le seul club moldave à participer à la première division soviétique.